# Isiah Whitlock Jr.
Isiah Whitlock Jr., född 13 september 1954 i South Bend i Indiana, är en amerikansk skådespelare. Han är mest känd för att spela rollen som den korrupte statssenatorn Clay Davis, i HBO-serien The Wire.  Han är också känd för att göra en del frekventa samarbeten, detta tillsammans med filmregissören Spike Lee.
Isiah Whitlock Jr. har också medverkat i en del långfilmer, såsom Maffiabröder, Pieces of April, 1408, Förtrollad, Kickoffen, Peter och draken Elliott (2016 års version), Bilar 3, Den siste gentlemannen, I Care a Lot och Lightyear. Han har också medverkat i TV-serier som The Good Cop, Veep, Chappelle's Show och Your Honor, samt haft flera olika roller i franchisen kring TV-serien I lagens namn (engelska: Law & Order).

## Filmografi (i urval)

### Filmer
- 1990 – Gremlins 2 – Det nya gänget
- 1990 – Maffiabröder
- 1996 – Eddie – En värsting till coach
- 1996 – Alla säger I Love You
- 1997 – Konspirationen
- 2002 – 25th Hour
- 2003 – Pieces of April
- 2004 – She Hate Me
- 2005 – Duane Hollywood
- 2007 – 1408
- 2007 – Förtrollad
- 2008 – Cadillac Records
- 2009 – Brooklyn's Finest
- 2009 – I Hate Valentine's Day
- 2010 – Twelve
- 2010 – Main Street
- 2011 – Kickoffen
- 2011 – Detachment
- 2012 – Why Stop Now
- 2012 – Thanks for Sharing
- 2012 – Not Fade Away
- 2013 – Europa Report
- 2015 – Chi-Raq
- 2016 – Peter och draken Elliott
- 2017 – CHiPs
- 2017 – Bilar 3 (röst)
- 2018 – BlacKkKlansman
- 2018 – Den siste gentlemannen
- 2019 – Corporate Animals
- 2019 – Lying and Stealing
- 2019 – Run with the Hunted
- 2020 – The Lost Husband
- 2020 – Da 5 Bloods
- 2020 – I Care a Lot
- 2022 – Lightyear (röst)
- 2023 – Cocaine Bear

### TV-serier
- 1987 – Cagney och Lacey (TV-serie)
- 1995–2004 – I lagens namn (TV-serie)
- 1996 – Spanarna (TV-serie)
- 1999 – Tredje skiftet (TV-serie)
- 2000–2015 – Law & Order: Special Victims Unit (TV-serie)
- 2001–2011 – Law & Order: Criminal Intent (TV-serie)
- 2001 – Ed (TV-serie)
- 2002 – På spaning i New York (TV-serie)
- 2002–2008 – The Wire (TV-serie)[1]
- 2003–2006 – Chappelle's Show (TV-serie)
- 2008 – New Amsterdam (TV-serie)
- 2009 – The Unusuals (TV-serie)
- 2010 – Rubicon (TV-serie)
- 2011 – The Good Wife (TV-serie)
- 2012 – Smash (TV-serie)
- 2013 – Louie (TV-serie)
- 2013 – Late Night with Jimmy Fallon (TV-serie)
- 2013–2015 – Veep (TV-serie)
- 2014 – The Blacklist (TV-serie)
- 2015 – Gotham (TV-serie)
- 2015 – Limitless (TV-serie)
- 2016 – Lucifer (TV-serie)
- 2016–2022 – Atlanta (TV-serie)
- 2017 – Elementary (TV-serie)
- 2017 – Son of Zorn (TV-serie)
- 2017 – Dimman (TV-serie)
- 2017 – She's Gotta Have It (TV-serie)
- 2017 – Kevin Can Wait (TV-serie)
- 2018 – Bojack Horseman (TV-serie) (röst)
- 2018 – The Good Cop (TV-serie)
- 2018 – Madam Secretary (TV-serie)
- 2019 – FBI (TV-serie)
- 2020 – Apple och Onion (TV-serie) (röst)
- 2020–2023 – Your Honor (TV-serie)
- 2021 – History of Swear Words (TV-serie)
- 2022 – Woke (TV-serie)